# Shire of Wickepin
Shire of Wickepin is een lokaal bestuursgebied (LGA) in de regio Wheatbelt in West-Australië.

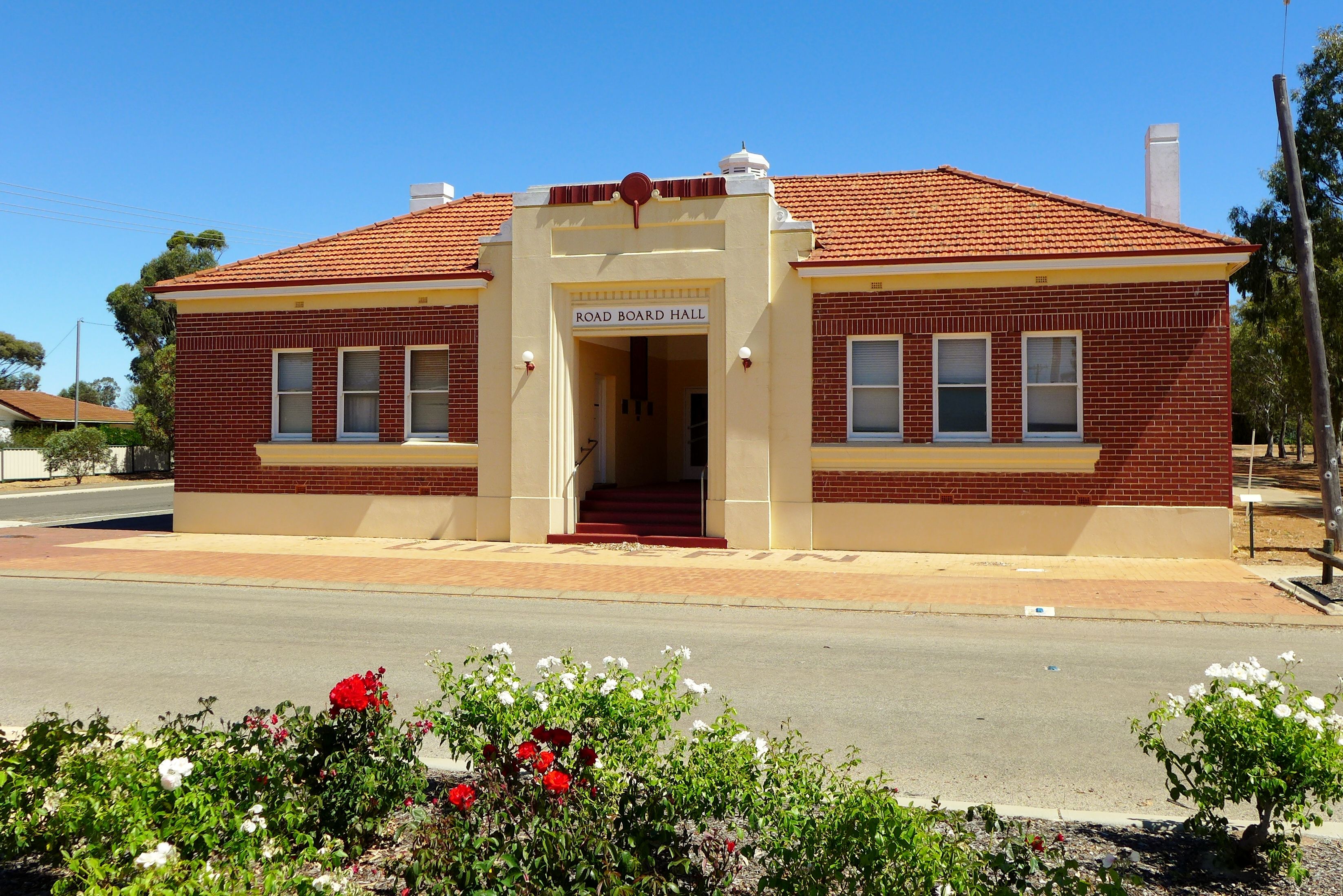
Wickepin Town Hall (2014)

## Geschiedenis
Op 19 februari 1909 werd het Wickepin Road District opgericht. Ten gevolge de Local Government Act van 1960 veranderde het district op 23 juni 1961 van naam en werd de Shire of Wickepin.

## Beschrijving
Shire of Wickepin is een landbouwdistrict in de regio Wheatbelt. Er worden voornamelijk graan en wolschapen geteeld. Het is ongeveer 2.000 km² groot en ligt 210 kilometer ten zuidoosten van de West-Australische hoofdstad Perth. Er ligt 157 kilometer verharde en 717 kilometer onverharde weg.
Tijdens de volkstelling van 2021 telde het district 690 inwoners. Minder dan 5 % van de bevolking gaf aan van inheemse afkomst te zijn. De hoofdplaats is Wickepin.

## Plaatsen, dorpen en lokaliteiten
- Wickepin
- Gillimanning
- Harrismith
- Malyalling
- Tincurrin
- Toolibin
- Wogolin
- Yealering

## Bevolkingsevolutie
| Jaar | Bevolkingsaantal |
| ---- | ---------------- |
| 1911 | 1.146            |
| 1921 | 1.454            |
| 1933 | 1.598            |
| 1947 | 1.153            |
| 1954 | 1.334            |
| 1961 | 1.276            |
| 1966 | 1.380            |
| 1971 | 1.144            |
| 1976 | 1.076            |
| 1981 | 1.018            |
| 1986 | 951              |
| 1991 | 915              |
| 1996 | 833              |
| 2001 | 713              |
| 2006 | 716              |
| 2011 | 750              |
| 2016 | 718              |
| 2021 | 690              |